# アイアンブリッジ (橋)
アイアンブリッジ（アイアン橋、英: The Iron Bridge〈鉄の橋〉）は、イングランド中西部シュロップシャー州のアイアンブリッジ峡谷（セヴァーン渓谷）において、アイアンブリッジの町からセヴァーン川に架けられた全長約 60メートル (200 ft) の橋であり、世界初の鋳鉄製のアーチ橋である。近隣の町の名前からコールブルックデール橋 (Coalbrookdale bridge) とも呼ばれる。1779年に建築され、1781年に開通した。アイアンブリッジの成功は、構造材料として鋳鉄の普及を促進し、産業革命の象徴として広く知られている。
アイアンブリッジは、建築家トーマス・F・プリチャードによって設計され、製鉄業者エイブラハム・ダービーによって施工された。アイアンブリッジ峡谷を横断する橋は、支間長（スパン）100フィート6インチ (30.6 m) として建設され、船が下を通過するのに十分な間隔を確保している。この橋は、もともとは鉄および石炭、石灰石を川の対岸に運ぶために使用されていた。
1934年に指定遺跡（指定古代記念物）に登録され、車両の通行が禁止された。現在では歩行者だけが橋を渡ることができる。歩行者の通行料は、橋が公有化される1950年まで取られていた。時代の大半にわたって修理の状態は良くなかったが、20世紀後半の大規模な修復作業により橋の保護がなされた。1983年、イギリス指定建造物1級 (Grade I) に指定されている。1986年、アイアンブリッジを含むアイアンブリッジ峡谷は、ユネスコによる世界遺産に登録された。

## 歴史

### 背景
アイアンブリッジ峡谷は、最後の氷河時代の終わりに古代の大きな湖（ラップワース湖）の流出によって形成された。その結果、石炭、鉄鉱石、クレー（白土、fire clay）、石灰石といった有用な資源の堆積物が露出し、表層付近で容易に採掘された。川が輸送の手段を提供したことから、この地域は産業革命の興る重要な本源となった。1709年にエイブラハム・ダービー1世がコールブルックデールで産出された石炭から製造されたコークスを用いて製鉄を始めた。その後数十年間で、ダービー2世がコークス製鉄法を完成させ、製鉄に蒸気機関を取り入れた。燃料が地元の鉱山から安価に入手できたため、その18世紀中頃より約半世紀、シュロップシャーは製鉄業の中心地となった。
セヴァーン川は重要な輸送路であったが、アイアンブリッジ峡谷で、とりわけ当時の産業上重要であった小教区のブロズリー（南岸）とマデリー（北岸）間の往来の妨げとなっており、最寄りの橋は 2マイル (3.2 km) 上流のビルドワスにあった。アイアンブリッジは、そのため工業の町ブロズリーと小さな鉱業の町マデリー、それにコールブルックデールの産業の中心地とを結ぶよう立案された。船が頻繁に川を往来し峡谷の斜面が急であったことから橋は橋脚のない単支間（単スパン）の橋が理想であり、背高の船が往来できるよう十分な高さを確保する必要があった。斜面が急かつ不安定であることが橋を建設するうえで問題であり、川の対岸には道が集まる場所がなかった。
アイアンブリッジは最初に建設された鉄橋とされるが、そうではないともいわれる。1755年にはリヨンで鉄の橋の建設に着手されたがコスト面の理由から放棄されており、1769年には、ヨークシャーのカークリーズの公園に装飾用の水路を跨ぐ錬鉄製の歩道橋（支間長 72フィート (22 m) 、幅 6フィート (1.8 m)）が建設されていた。

### 計画
1773年、建築家トーマス・ファーノルズ・プリチャードが、「鉄狂い」の友人で地元の製鉄業者であるブロズリーのジョン・ウィルキンソンに、鋳鉄を材料とする橋の建設を持ちかける手紙を出している。プリチャードは建具や建物の設計などを専門としたが、それまでには同じくいくつかの木橋や石橋などの設計も手掛けていた。プリチャードは、斜面の不安定さと川に航行可能な水路の確保のために、単支間の鉄橋を提案した。1773-1774年の冬、ウィルキンソンはプリチャードの提案を支持し、1774年2月に地元の新聞は、鉄の橋を建設する許可を議会に請願する計画を報じた。橋は単支間長 120フィート (37 m) とされた。1775年、出資者からは3000から4000ポンドの資金が調達され、エイブラハム・ダービー1世の孫でコールブルックデールで営む製鉄業者のエイブラハム・ダービー3世が事業の財務役に就任した。
1776年3月25日、橋を建設する法案が国王裁可を受けた。それは出資者の弁護士トーマス・アデンブルック (Thomas Addenbrooke) とロンドンの法廷弁護士ジョン・ハリス (John Harries) により起草され、シュロップシャーの議員チャールズ・ボールドウィンによって庶民院に提出された。
エイブラハム・ダービー3世は、鋳造および橋の建設を委託されていた。しかし1776年5月には、出資者はダービーの委託を取り消し、代わりに「石材もしくは木材」でアーチ橋を建設する意向を示した。これに満足のいく提議がなされなかったため、出資者はプリチャードの設計を進めることを承認したが、鉄材の使用については不透明のままに、建設の費用と期間に条件がつけられた。1777年7月には橋の支間長が 90フィート (27 m) に縮小されたが、その後、曳舟道（トーイングパス、Towing-path）に対応するために、再び 100フィート6インチ (30.6 m) に拡張された。

### 建設
橋の位置は、マデリーとベントホール間を船が渡していた場所に近く、両側の近づく所が高くて地盤が比較的安定していることから選ばれた。議会の法令には、ベントホール小教区のサミュエル・バーネットの家に近い地点から対岸のトーマス・クランプトンの家に近い地点まで橋がどのように建設されるか定められていた。建設は1777年11月より開始されたが、1年余りも病に伏せていたプリチャードは、作業が始まって間もない12月21日、アイトン・オン・セヴァーンにあった彼の塔館（小塔〈タレット〉）で亡くなった。
橋は2つに分割して 100フィート6インチ (30.6 m) の支間を渡す5本の鋳鉄製の半円形のリブ（アーチリブ）から建造された。橋の建設には378ロングトン15cwt（848,400ポンド (384.8 t) ）の鉄が必要とされ、800個余りの鋳造部材からなり、重いものは5ロングトン5cwt（11,760ポンド (5.33 t) ）あった。構成材は基準の型よりもむしろ互いにかみ合うよう個別に鋳造されたものが多く、異なった場所にある「同一」の構成材の間で最大数センチメートルの差があった。
石積みや橋台が1777年から1778年のうちに建設され、1779年の夏にはリブが所定の位置に引き上げられた。橋のアーチは1779年7月2日に初めて川に架け渡され、同年8月中頃に架設が完了し、9月には渡橋できたが、進入路の完成が遅れたことから、何度か延期され、1781年1月1日に開通した。

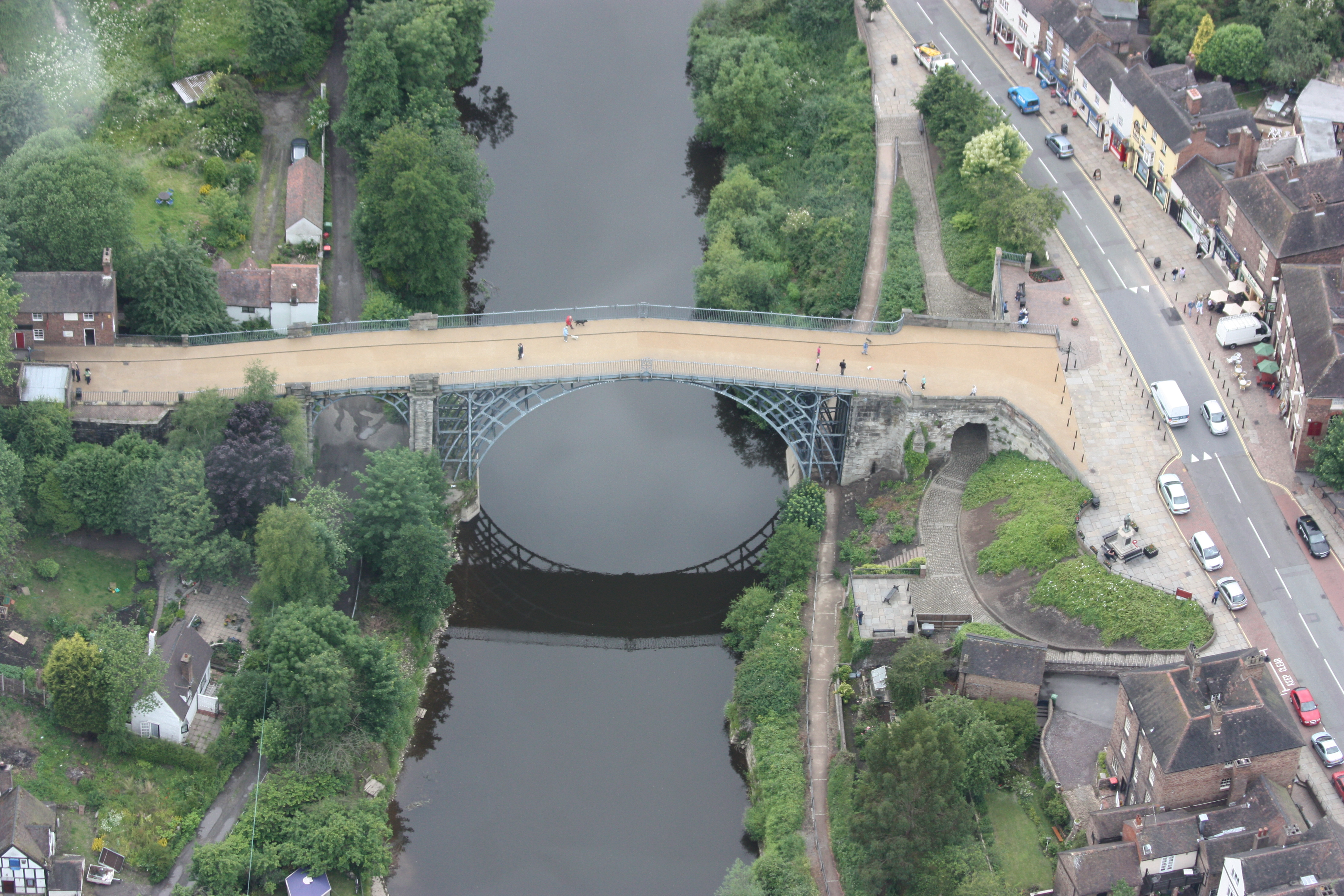
上空から見たアイアンブリッジ（2008年）左: 南岸 右: 北岸

橋の開通が峡谷の集落の様子に変化をもたらし、橋の周辺の道路は建設後数年のうちに良くなった。その橋にちなんで名付けられたアイアンブリッジの町は、橋の北端に発展した。経営者、地元ホテルの主人、駅馬車（コーチ）の運営者らは、旅行者たちに橋への関心を高めさせていった。
1997年、ストックホルムでエリアス・マルティンの水彩画が発見され、それには1779年の建設中の橋が描かれていた。その絵は、河床に立つデリックの柱からなる動かせる木の櫓（やぐら）が、橋の片方のリブを据えるクレーンとして使われているのが分かるもので、リブは 500メートル (1,600 ft) 下流のダービーの鋳造所（コールブルックデール会社〈マデリー・ウッド会社〉）から船で現場に搬送されていた。絵画に描かれているやり方を用いて、BBDの番組「タイムウォッチ」の収録の一環として、2001年に規模2分の1の橋の主要部分のレプリカがブリスツ・ヒル・ヴィクトリア・タウンに建造され、翌年放映された。

### 費用
1775年の当初の見積りは3250ポンド（3200ポンド11シリング）であり、ダービーはその予算で橋を建設することに同意していた。橋の実際の経費は明らかではないが、その時代の記録から総額は6000ポンド余りになったとされ、ダービーは、超過分を補填することに合意したが、ほかにも当時多額の負債を抱えていたと見られる。エイブラハム・ダービー3世は1789年に死去したが、橋は1790年代中頃には高い収益を得るようになっており、その通行料の配当として資金援助者に年8パーセントが付与されている。

### 修繕
1783年7月、北岸が川に滑落するのを防ぐために 35ヤード (32 m) の壁を建設することになり、下流に延長30メートルの護岸工事がなされた。アイアンブリッジ峡谷一帯は地すべりをよく起こしやすく、英国地質調査所の全国地すべりデータベース (National Landslide Database) に20以上が地域内に記録されている。1784年12月には南側にある石造の陸橋（陸上アーチ）に亀裂（クラック）が見つかり、隣接する橋台に動く兆候が見られた。峡谷の側面が川に向けて動いたことで、アーチの脚部が互いに圧力をかけていることが疑われ、1791年、1792年には補修がなされた。アイアンブリッジは、1795年2月の洪水で被害を受けずに残ったセヴァーン川で唯一の橋であり、それは橋の強度ならびに洪水に対しての細い外形にあった。
1800年より経営者は数年続く修繕を委託したが、それには中央支間への圧力を緩和するために南岸の石造の陸橋2つを木造のものに替えることが含まれ、1801-1804年に施工された。安定化のために橋台の間に堅固な支えを構築して橋台を離しておくという案は、技術的に不可能であるとして却下されたが、それは1970年代のその後の修復において実現している。1812年、チャールズ・ハットンにより、その建造物は「非常に悪い」といわれ、鋳鉄の不備によるものではないが、石積みに生じた亀裂のせいで長くはもたないであろうと予見した。1803-1804年に架設された木製のアーチは、1823年には鋳鉄のアーチに架け替えられたが、19世紀にわたってさらなる修繕が必要とされ、伸縮によりアーチ間の連結部などが破損し、90年間補修しなければならなかったといわれる。1902年8月に長さ 30フィート (9.1 m) の高欄（パラペット、parapet）が川に落ち、1903年7月には重さ約 5ロングハンドレッドウェイト (250 kg) の床版（しょうばん）の一部が橋から落下している。

### 通行
1909年に無料のコンクリート橋「フリーブリッジ」(‘Free Bridge’) が開通したが、経営者らの懸念をよそに、アイアンブリッジは車両や歩行者に引き続き使われていた。
1923年のコンサルタント会社 Mott, Hay and Anderson の報告によれば、塗装面以外、橋の中央支間は良好な状態であったが、金属の橋の床板が危険なほど重く、死荷重（自重）を取った後に、橋は2トン未満の車両かつ道路の中央に制限して再開する必要があるとされた。このため4トンの重量制限が課されるようになったが、1930年代の住宅建設ブームによってジャックフィールドで生産されたタイルを配送する運転手が橋の使用を許可するよう主張したため、経営者は1934年6月18日から車両交通の閉鎖を行使する決定を下した。
歩行者の通行料は、橋の所有権がシュロップシャー州議会に譲渡された1950年まで徴収された。徴収された通行料は回収費をわずかに補うだけであり、保全の予算が残ることはなく、橋は長年手入れも塗装もされていなかった。状態の悪化により、1940年代から1970年代のうちに橋を廃棄して架け替えるか、別の場所に移すかといったいくつかの提案がなされた。1956年に州議会は橋を解体して新しいものに置き換えることを提案したが、この計画は結実しなかった。その後、1968年にアイアンブリッジ峡谷博物館トラストがアイアンブリッジ峡谷の産業遺産の保存を目的として設立されると、修復を実施するための資金を評議会から確保できるようになった。

### 改修

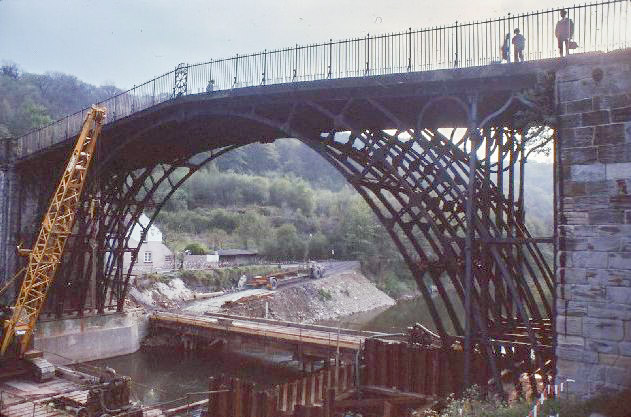
改修中のアイアンブリッジ（1974年）

シュロップシャー州議会、イングランド歴史的建造物評議会、および当初のアイアンブリッジ峡谷博物館トラストからの資金提供を受け、1972年から1975年のうちに費用14万7000ポンドで橋の基礎部位の修復事業が行なわれた。技術コンサルタントの Sandford, Fawcett, Wilton and Bell は、橋台の内に向かう動きと反対の方向に鉄筋コンクリートの地中梁（インバートアーチ）を川底に配置することを決定した。その反アーチは1973年春に建設会社ターマック (Tarmac Construction Company) によって着工されたが、夏の洪水が異常な浸水高で囲い堰を飲み込み、一夏のうちに作業が終わるという目論見は実現しなかった。しかし、翌1974年春に無事再開され、夏頃には主な作業が終了した。1972年には軽量化のために北側の橋台から中詰め土砂が取り除かれ、内部は鉄筋コンクリートの隔壁で補強され、そこを渡る橋床はコンクリートで補強されている。路面はより軽い特殊なアスファルト（マカダム）に敷き替えられ、橋台の石材は更新されたほか、1975年末に料金所（トールハウス）が案内所として復元された。1980年には構造部が20世紀になって初めて塗装され、200年記念祭が開催される1981年1月1日の式典に向けてその作業は完了した。
1999年の夏から、橋にはイングリッシュ・ヘリテッジによる調査のための足場が組まれ、小規模な修理が実施された後、橋はまた塗り直された。イングリッシュ・ヘリテッジは2016年にアイアンブリッジにおける125万ポンドの修復事業を発表し、2017年よりイングリッシュ・ヘリテッジが手掛ける「史上最大の保全事業」が開始された。その費用は、2018年には360万ポンドと見積もられ、イングリッシュ・ヘリテッジはそれを「リブとアーチ、石積みと橋床の意欲的な保全」と述べている。この事業は、地域の大規模調査において、当初の建設に始まる鉄製部材の圧迫、何世紀にもわたる地盤の移動、それに19世紀の地震により、その歴史的建造物が危機にひんしていることが浮き彫りになったことで行なわれた。構造上の修復とは別に、橋が最初に組み立てられた際の景観が科学的分析において明らかになると、橋はまた青灰色から元来の赤褐色に戻された。
この事業にはクラウドファンディングの活用を通して調達された4万7545ポンドが一部として出資された。また、北ドイツの文化的・社会的事業を主に推進するドイツの財団、ヘルマン・レームツマ財団から100万ユーロ（88万9680ポンド）の寄付を受けた。これはイギリスにおけるこの財団の初めての資金提供でもあったという。2017-2018年の大規模な補修作業を経て、橋は2018年12月に再開された。

### 保存
アイアンブリッジ、アイアンブリッジの町および隣接する集落などアイアンブリッジ峡谷一帯 5.5平方キロメートル (550 ha) が、1986年に国際連合教育科学文化機関（ユネスコ、UNESCO）世界遺産「アイアンブリッジ峡谷」として登録された。また、橋は1934年より指定遺跡に登録されており、1983年にイギリス指定建造物1級 (Grade I) となり、テルフォード・アンド・リーキン評議会のもとにある。1979年にはアイアンブリッジは米国土木学会による国内外の歴史的土木建造物 (Historic Civil Engineering Landmark) に認定された。
2020年、アイアンブリッジの保存・修復の取り組みが、ヨーロッパ・ノストラによる「EU文化遺産賞/ヨーロッパ・ノストラ賞」(EU Prize for Cultural Heritage/Europa Nostra Awards) を受賞した。これには欧州連合 (EU)・欧州経済領域 (EEA) のヨーロッパ全土から最大30（2020年受賞数21）の遺産保全事業などに大賞を含めて授与されている。

## 形態
橋の構造上のリブ間の装飾的な円形やオジーアーチ（S字形尖塔アーチ）は、プリチャードが改築したガゼボ（望楼）に同じ構成要素があることから、最終的な設計がプリチャードのものであったことが示唆される。鋳造所の監督トーマス・グレゴリー (Thomas Gregory) は、所員のために詳細な設計を描き、それがほぞ継ぎの接合や、蟻継ぎ（嵌合継手）といった接合細部の仕事に現れている。くさびやほぞ継ぎの接合材には、木炭精錬法でなされた柔らかい錬鉄も使用された。
2本の外側のリブには、「この橋はコールブルック＝デールで鋳造され MDCCLXXIX (1779) 年に建設された」という銘文が記されている。同じような鋳鉄構造の2つの補助アーチが南の川岸の曳舟道を渡して治水アーチ (flood arch) としての役割も果たす。またヴォールト（円筒形天井）状の石造アーチが北の町側の川岸にある小道を渡している。

### 資材
アイアンブリッジは鋳鉄製である。鋳鉄は圧縮力にかなり強いが、その脆弱性と低強度のために、引張力ないし曲げモーメントには鋼や錬鉄より性質が劣る。アイアンブリッジは、圧縮力により支えるアーチ形の構造になっている。アイアンブリッジのアーチと支持部の分析において、成分元素が次のように解析された。
| 化学成分      | 含有量 | 含有量 |
| 化学成分      | アーチ | 支持材 |
| ------------- | ------ | ------ |
| 炭素 (C)      | 2.65%  | 3.25%  |
| ケイ素 (Si)   | 1.22%  | 1.48%  |
| マンガン (Mn) | 0.46%  | 1.05%  |
| 硫黄 (S)      | 0.102% | 0.037% |
| リン (P)      | 0.54%  | 0.54%  |

鋳鉄の5元素のうち、硫黄の含有量がおよそ0.1パーセントであるが、十分なマンガンの存在が害のない硫化マンガン (MnS) の形成に至っている。
攪拌精錬法（パドル法）による錬鉄は、鋳鉄よりもずっと良い構造資材であったが、1800年以降まであまり利用できず、最終的に橋、レール、大型船などの優先的資材となるのは、19世紀後半にベッセマー法といった新しい製鋼法が開発されてからであった。

## 描画

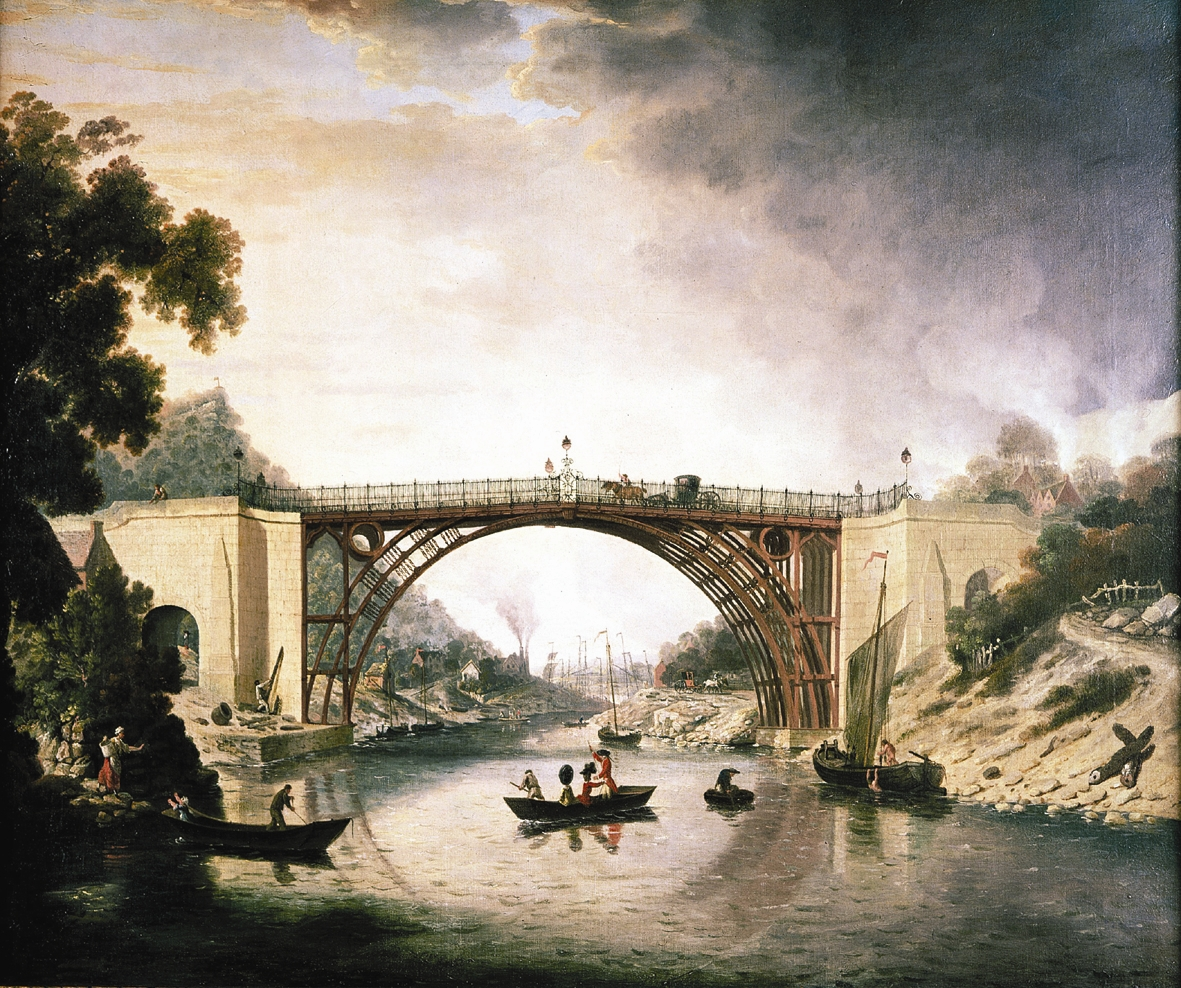
1780年当時の赤褐色の橋の描画（ウィリアム・ウィリアムズ）

1750年から1830年にかけて50人余りの画家や版画家がコールブルックデール周辺を訪れて、目の当たりにした産業の隆盛と景色の変化を描写している。1780年の橋を描いた最初の画家の1人はウィリアム・ウィリアムズであり、1780年10月にエイブラハム・ダービーより、橋の描画のために10ギニーが支払われている。また、ダービーは開通した1781年1月に画家マイケル・アンジェロ・ルーカーをロンドンから招いており、その後版画として発売されたルーカーの描画は人気を博して、トーマス・ジェファーソンも複写を購入し、後に大統領の官邸（モンティチェロ）に掲示された。
1979年にロイヤル・アカデミー・オブ・アーツは、架橋200周年を記念して ‘A View from the Iron Bridge’（アイアンブリッジからの景色）と題した展覧会を開催した。

## 鉄の橋
アイアンブリッジは、金属製の最初の大橋として「技術と建築分野の発展に大きな影響を与えた」。 1781年に開通した鉄の橋の成功は、その後の架橋資材の選択を開拓し、18世紀末から19世紀初頭にかけて多くの鉄の橋が建設された。
1786年、政治思想家でかつ博識であったトーマス・ペインは、橋に鉄を使用する建設の実例に模型を作成し、翌1787年、パリの科学アカデミーとイギリスの王立学会に提示した。ペインは続いて支間 90フィート (27 m)、高さ 5フィート (1.5 m) のリブ（アーチリブ）4本を製作し、重さ3トンのリブを組み立てた。これに次いでペインは、5本のリブを持つ支間 110フィート (34 m) の橋をパディントンのパブリックハウス（ヨークシャー・スティンゴ）に建てたが、それは架設ではなく単なる展示であり、1年後には解体された。
1793-1796年、サンダーランドのウィアマス橋（サンダーランド橋）が、支間長 236フィート (72 m) で、石造の橋の迫石の代わりに、迫石に少し似た鋳鉄製の箱形により構築された。この橋にはロザラムの鋳造所に送り返されたペインの壊された橋の部材が使われたともいわれる。
1795年のセヴァーン川の大洪水により、アイアンブリッジを除いて付近の橋はすべて壊された。ビルドワスの中世の橋は、1795-1796年、トーマス・テルフォードにより鋳鉄製の橋に架け替えられた。テルフォードは当時シュロップシャーの公共工事の測量士であった。置換されたテルフォードの橋の設計は、3本のアーチリブの構成により、支間 130フィート (40 m) という長さにもかかわらず、必要とした鉄の量は170トンであり、アイアンブリッジの378トンのおよそ半分であった。鋳鉄製のビルドワス橋は1906年まで存続した。テルフォードは次いで一連の鋳鉄製の橋を設計しており、1812-1815年に建設されたクライゲラヒー橋は、スコットランドに現存する最古の鉄の橋として知られる。
コールポート橋は、セヴァーン川の洪水の後、1799年に3本の鋳鉄製アーチリブに木製の橋床を施して架橋された。その1799年に架けられた最初の鋳鉄の橋は、リブの破損により1818年にその部材の一部を使用して再建され、現在も存続している。

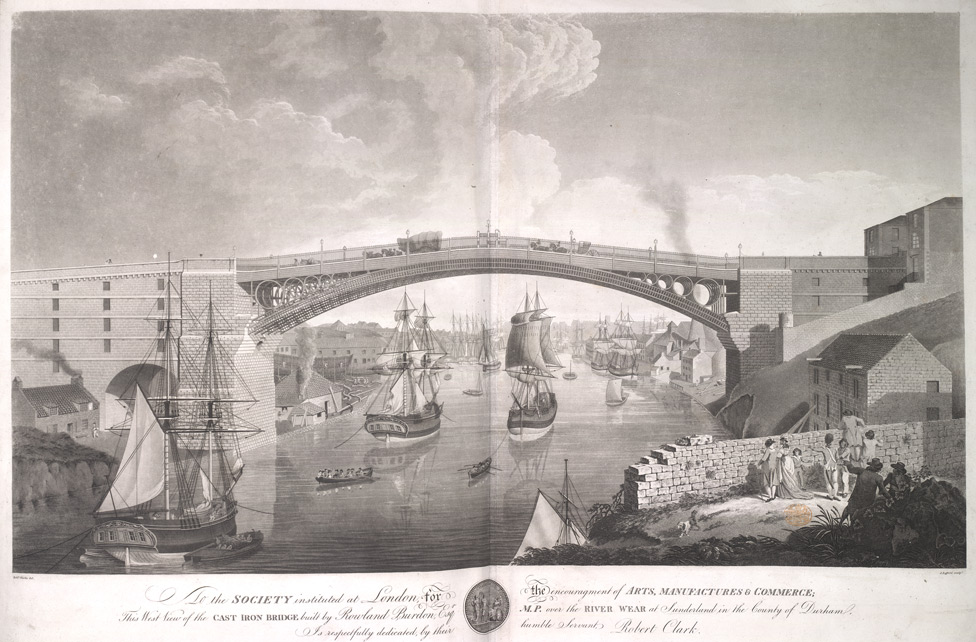
ウィアマス橋（英語版）（1793-1796年）
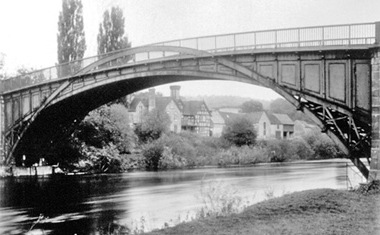
テルフォードのビルドワス（英語版）橋（1795-1796年）
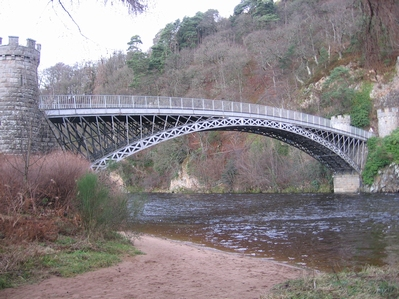
テルフォードのクライゲラヒー橋（英語版）（1812-1815年）
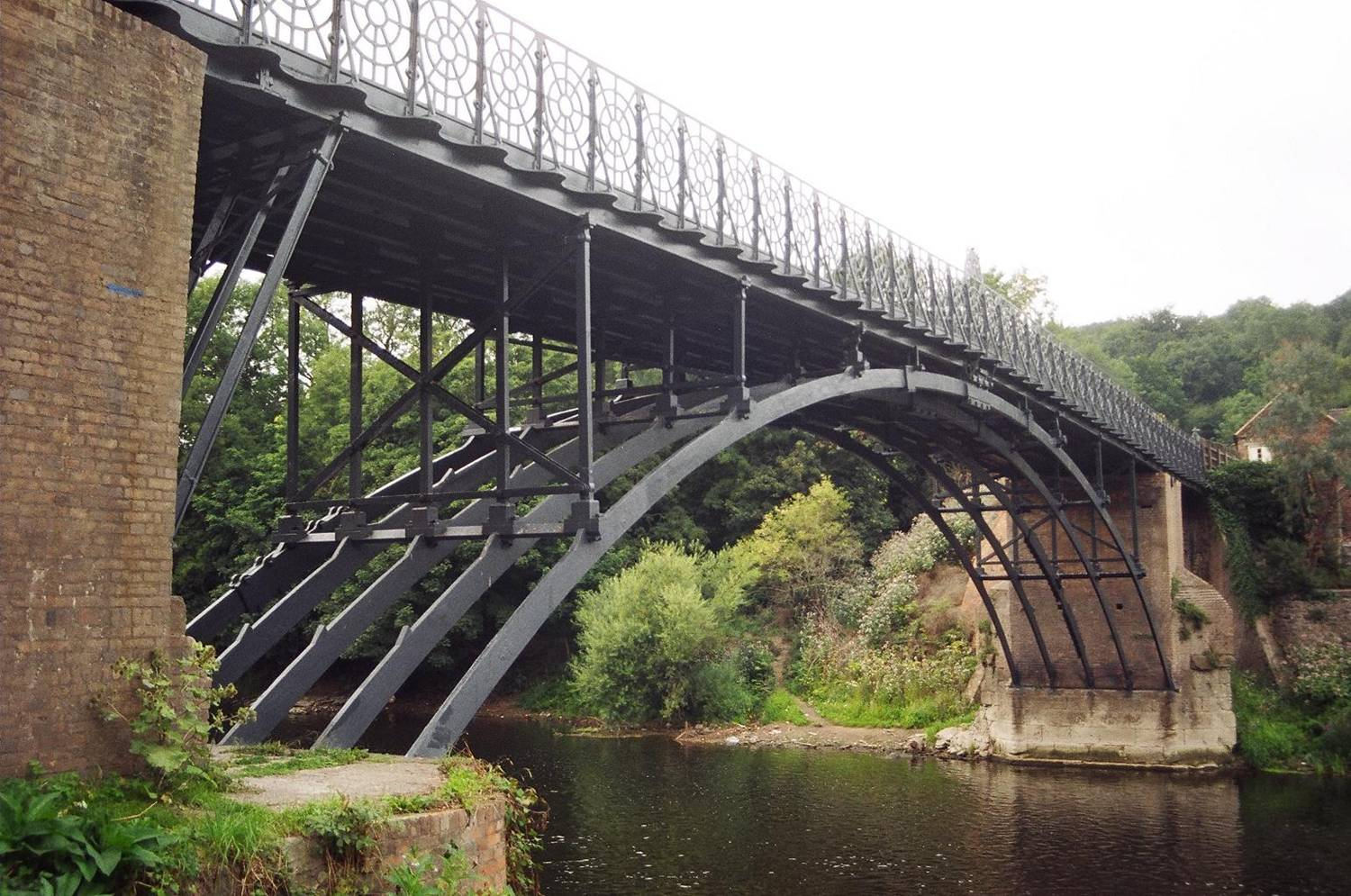
コールポート橋（英語版）（1818年再構築）